# دیپ هاوس
دیپ هاوس (انگلیسی: Deep house) شاخه‌ای از موسیقی هاوس است که در دهه ۱۹۸۰ از آمیزش عناصر سبک‌های شیکاگو هاوس و جاز-فانک با مایه‌هایی از موسیقی سول پدید آمد. قطعات سبک دیپ هاوس معمولاً تمپویی بین ۱۲۰ تا ۱۳۰ بی‌پی‌ام (BPM یا ضرب بر دقیقه) دارند که با تمپوی آهستهٔ هیپ‌هاپ (۱۰۰ بی‌پی‌ام) و تمپوی تند موسیقی الکترونیک-تکنوی رِیو (۱۵۰ تا ۱۸۰ بی‌پی‌ام) در تقابل است. موسیقی دیپ هاوس حس‌وحالی آکوستیک‌وار دارد.
فروشگاه موسیقی برخطِ بیت‌پورت را به‌عنوان محبوب‌کنندهٔ اصلیِ این سبک می‌شناسند که با عرضهٔ آنلاین این نوع موسیقی به‌تدریج سبب شد سبک فیوچر هاوس نیز شکل بگیرد.